# 中町 (武蔵野市)
中町（なかちょう）は、東京都武蔵野市の町名。現行行政地名は中町一丁目から中町三丁目。郵便番号は180-0006（武蔵野郵便局管区）。面積は0.70km2。

## 地理
武蔵野市の中部に位置し、南端は三鷹駅北口でJR中央本線と接し、北端は武蔵野市民文化会館付近の五日市街道に接する。西から時計回りに西久保、吉祥寺北町、吉祥寺本町、御殿山、三鷹市下連雀及び上連雀に隣接する。

### 地価
住宅地地価は2017年（平成29年）1月1日の公示地価によれば東京都武蔵野市中町二丁目25-11の地点で53万3000円/m2となっている。

## 歴史
現在の中町はかつて大字吉祥寺の一部であったが、三鷹駅が最寄りであるにもかかわらず地名から吉祥寺駅で下車してしまう訪問者が少なくなかったなどの不都合があった。そこで町名整理が行われた際、三鷹駅と吉祥寺駅のほぼ中間にあたる成蹊通りを境として、三鷹駅側は「中町」と名付けられた。
- 1962年（昭和37年）4月1日 - 武蔵野市内の町名整理が行われ、大字吉祥寺が吉祥寺北町・吉祥寺東町・吉祥寺本町・吉祥寺南町・御殿山・中町に分割される[7]。
- 1963年（昭和38年）9月1日 - 住居表示実施[7]。

## 世帯数と人口
2018年（平成30年）1月1日現在の世帯数と人口は以下の通りである。
| 丁目       | 世帯数    | 人口     |
| ---------- | --------- | -------- |
| 中町一丁目 | 2,048世帯 | 3,573人  |
| 中町二丁目 | 2,477世帯 | 4,303人  |
| 中町三丁目 | 2,935世帯 | 5,673人  |
| 計         | 7,460世帯 | 13,549人 |

## 小・中学校の学区
市立小・中学校に通う場合、学区は以下の通りとなる
| 丁目       | 街区 | 小学校                 | 中学校               |
| ---------- | ---- | ---------------------- | -------------------- |
| 中町一丁目 | 全域 | 武蔵野市立井之頭小学校 | 武蔵野市立第一中学校 |
| 中町二丁目 | 全域 | 武蔵野市立井之頭小学校 | 武蔵野市立第一中学校 |
| 中町三丁目 | 全域 | 武蔵野市立第一小学校   | 武蔵野市立第一中学校 |

## 交通

### 鉄道
| 街区内に設置されている駅                              |
| ----------------------------------------------------- |
| JR中央線 JR 中央・総武線各駅停車 - 三鷹駅(JC12)(JB01) |

### バス
- 関東バス武蔵野営業所

### 道路
- 東京都道7号杉並あきる野線（井ノ頭通り・五日市街道）
- 東京都道121号武蔵野調布線（三鷹通り）

## 施設
- 三鷹駅
- 武蔵野芸能劇場
- 武蔵野タワーズ
  - オーケー三鷹北口店
  - メガロス三鷹
- 武蔵野ニッセイプラザ
  - コナミスポーツクラブ
- シティハウス武蔵野
  - 三鷹東急ストア
- リッチモンドホテル東京武蔵野
- 松屋フーズ本社
- モンテローザ本社
- 横河電機本社
  - 横河武蔵野グラウンド
- 武蔵野YSビル
  - タツノコプロ本社
  - SILVER LINK.本社
  - ウィットスタジオ本社
- 武蔵野センタービル
- IGポート本社
- 警視庁武蔵野警察署
- 武蔵野市立第一中学校
- 武蔵野市民文化会館
- 武蔵野簡易裁判所
- 武蔵野区検察庁
- 武蔵野赤十字保育園
- 平沼体育会館
- 武蔵野中町郵便局
- ポピンズナーサリースクール武蔵野（認証保育園）
- 亀屋矢崎商店（酒店）
- 武蔵野市立中央通り公園

ほか

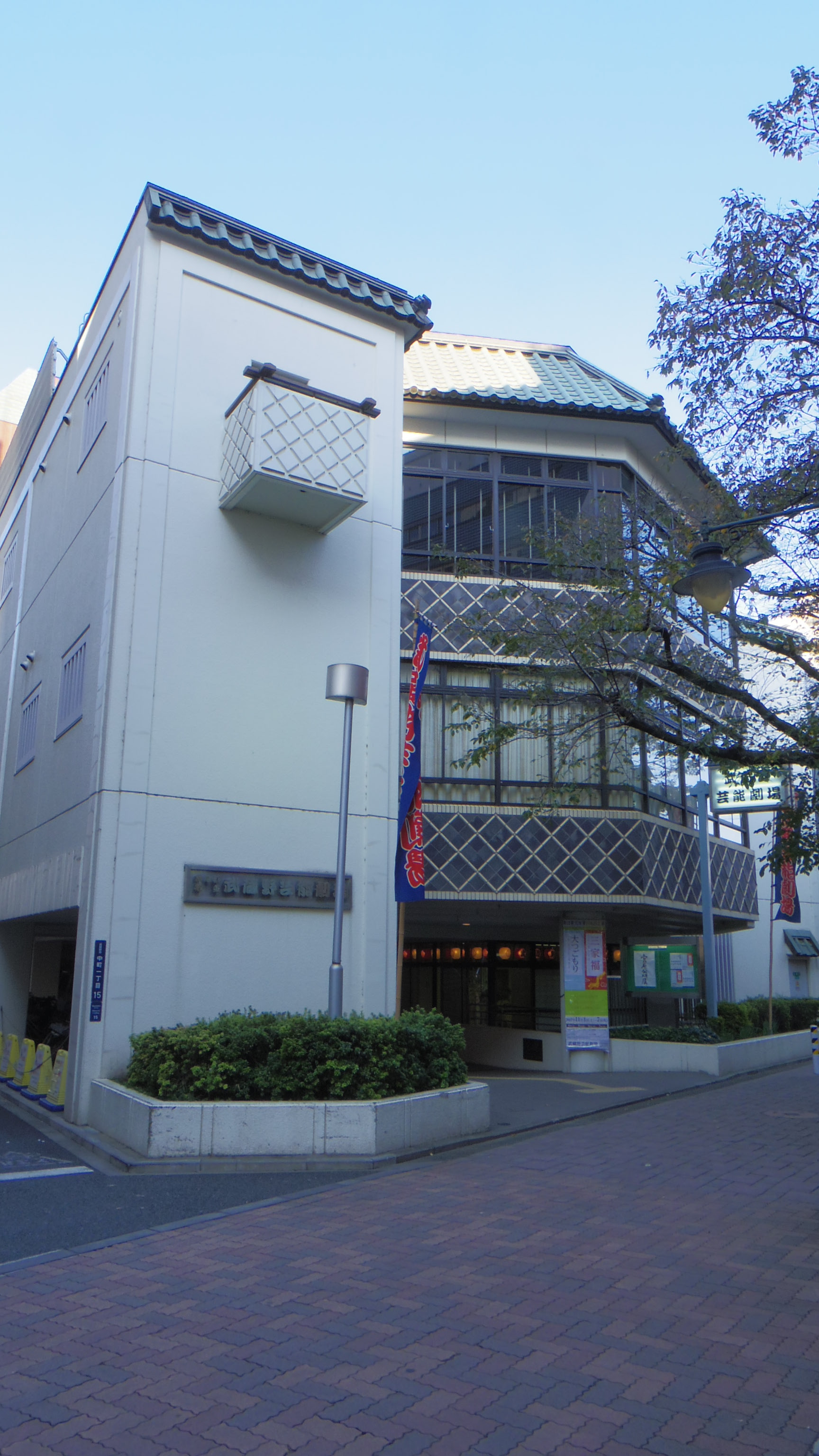
武蔵野芸能劇場
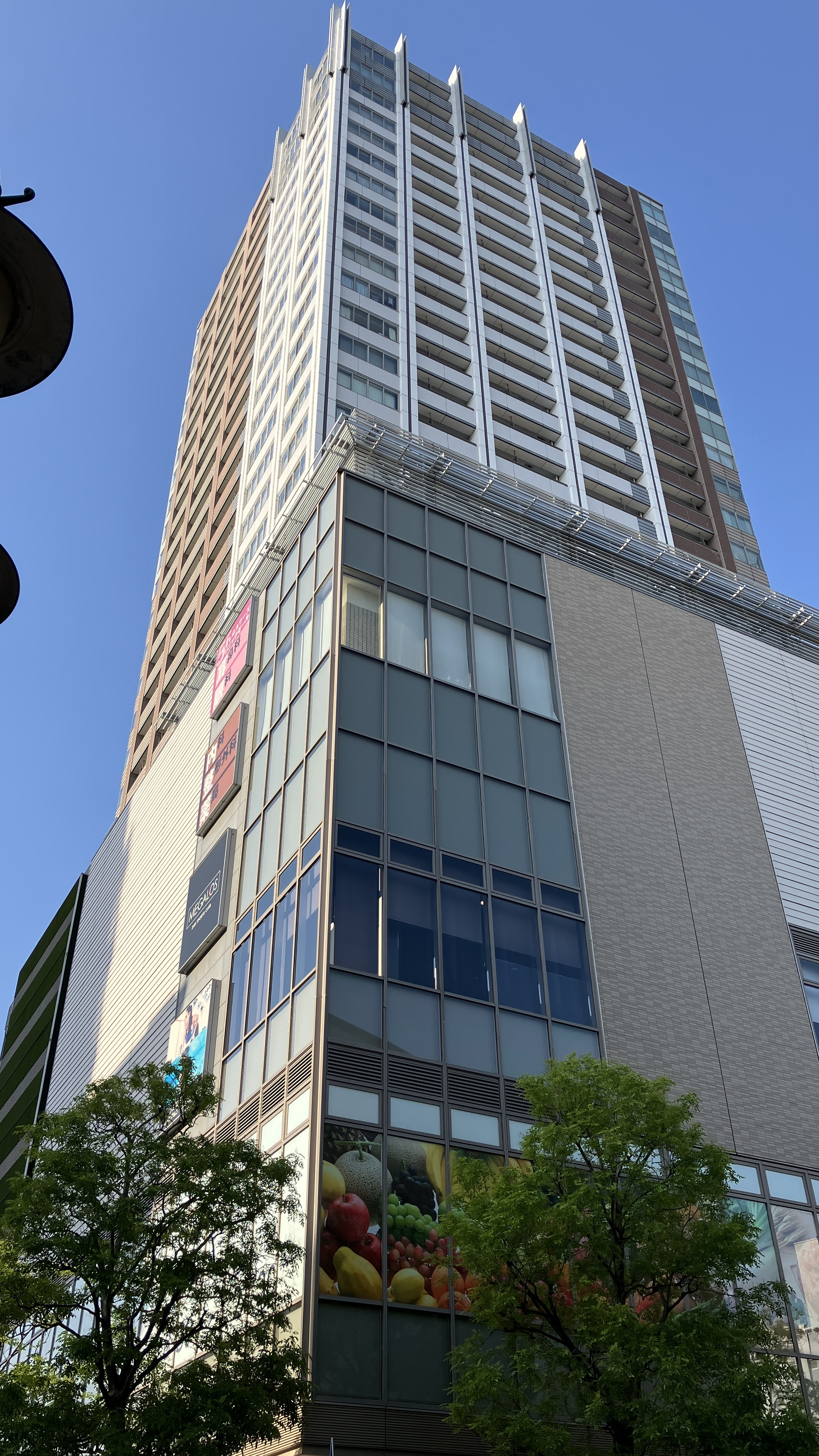
武蔵野タワーズ・スカイゲートタワー
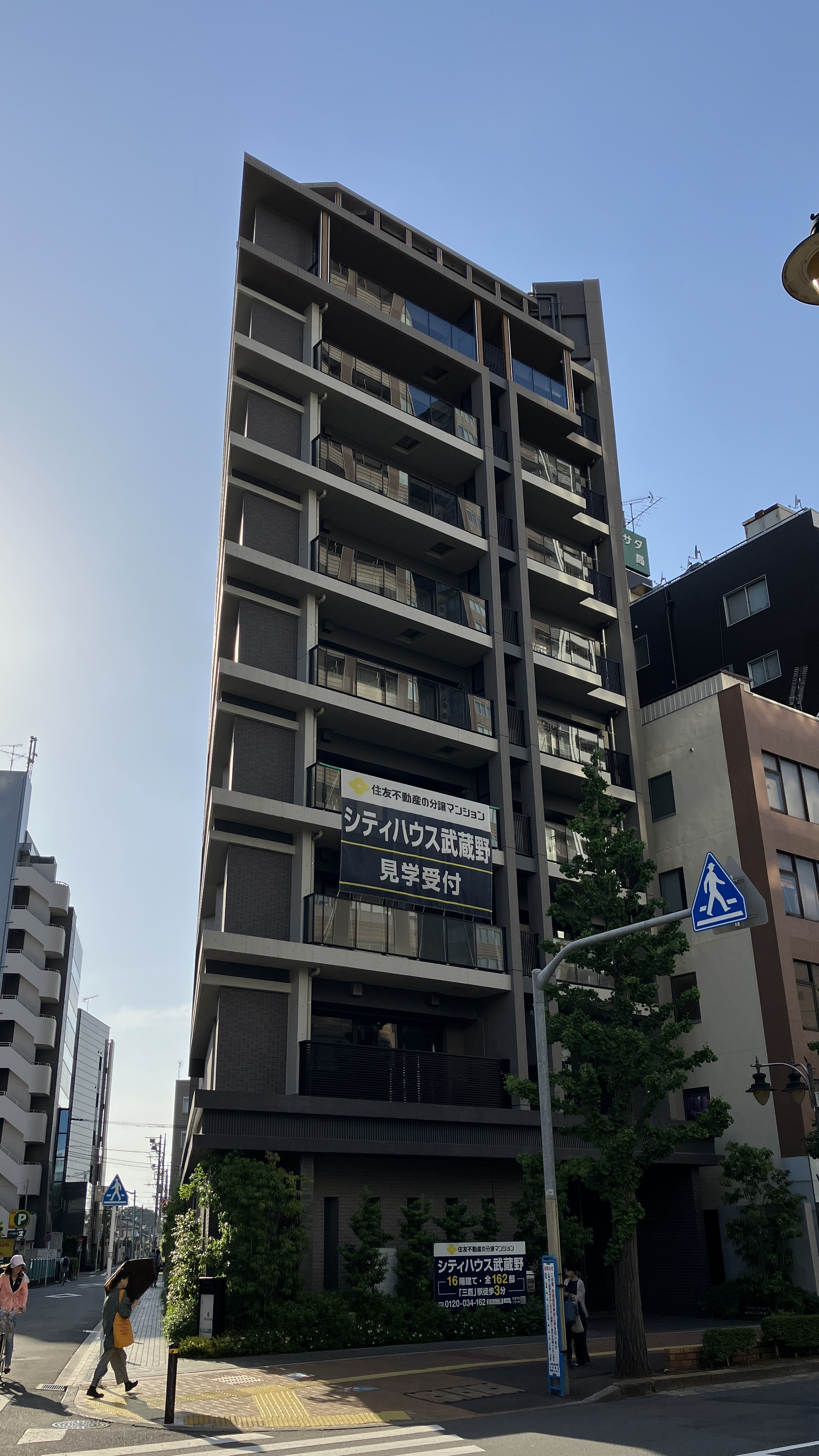
シティハウス武蔵野
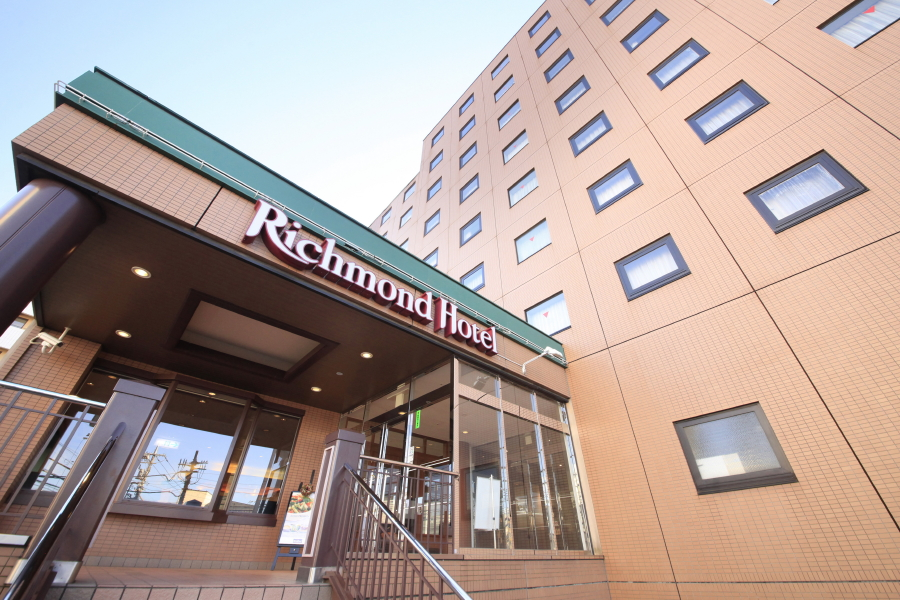
リッチモンドホテル
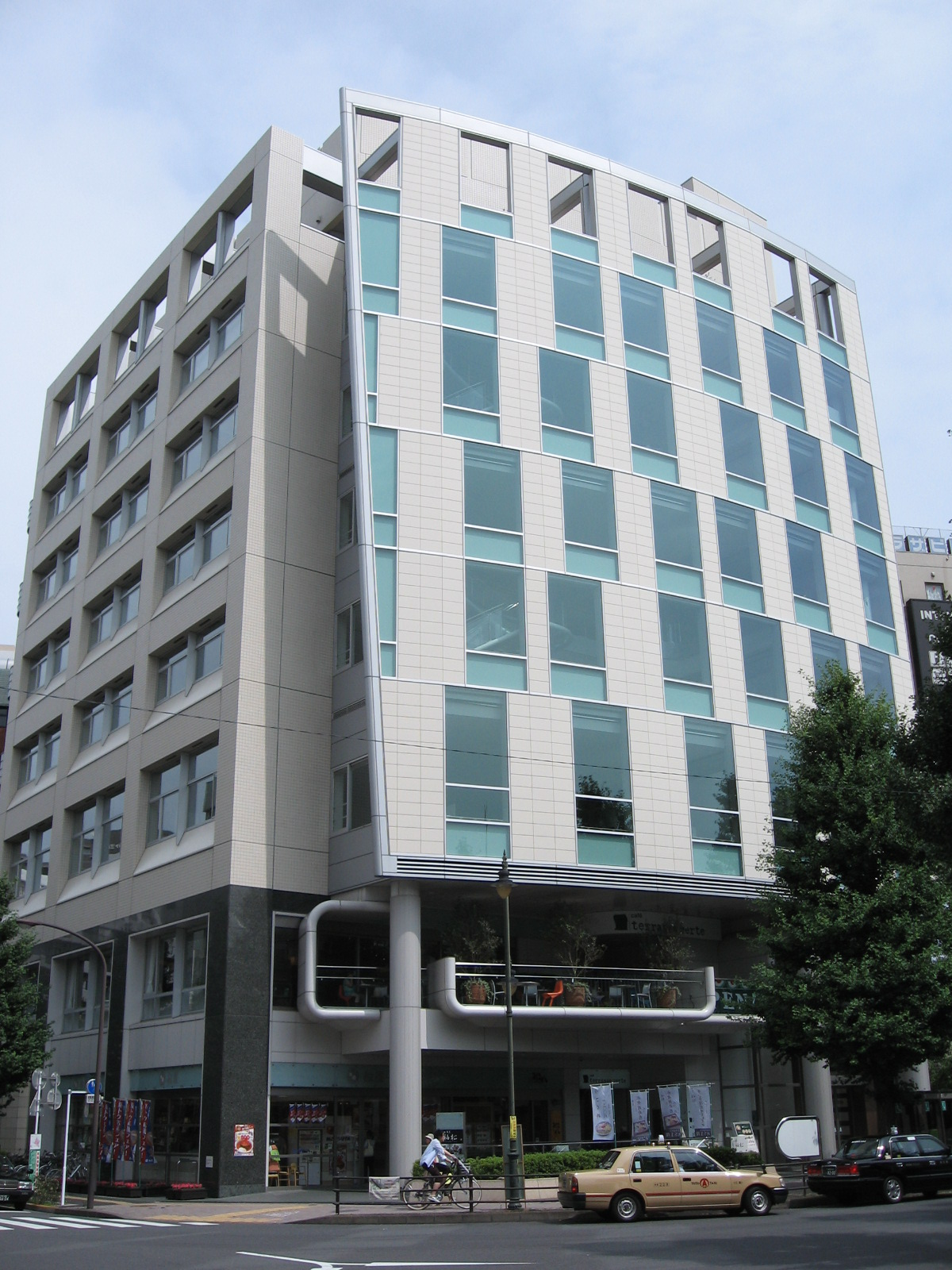
松屋フーズ
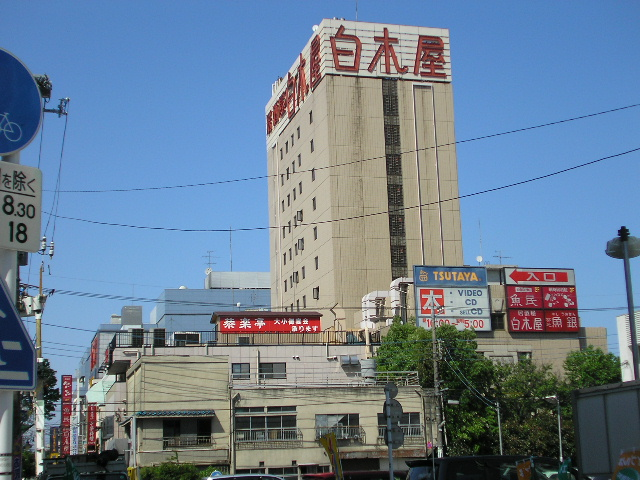
モンテローザ
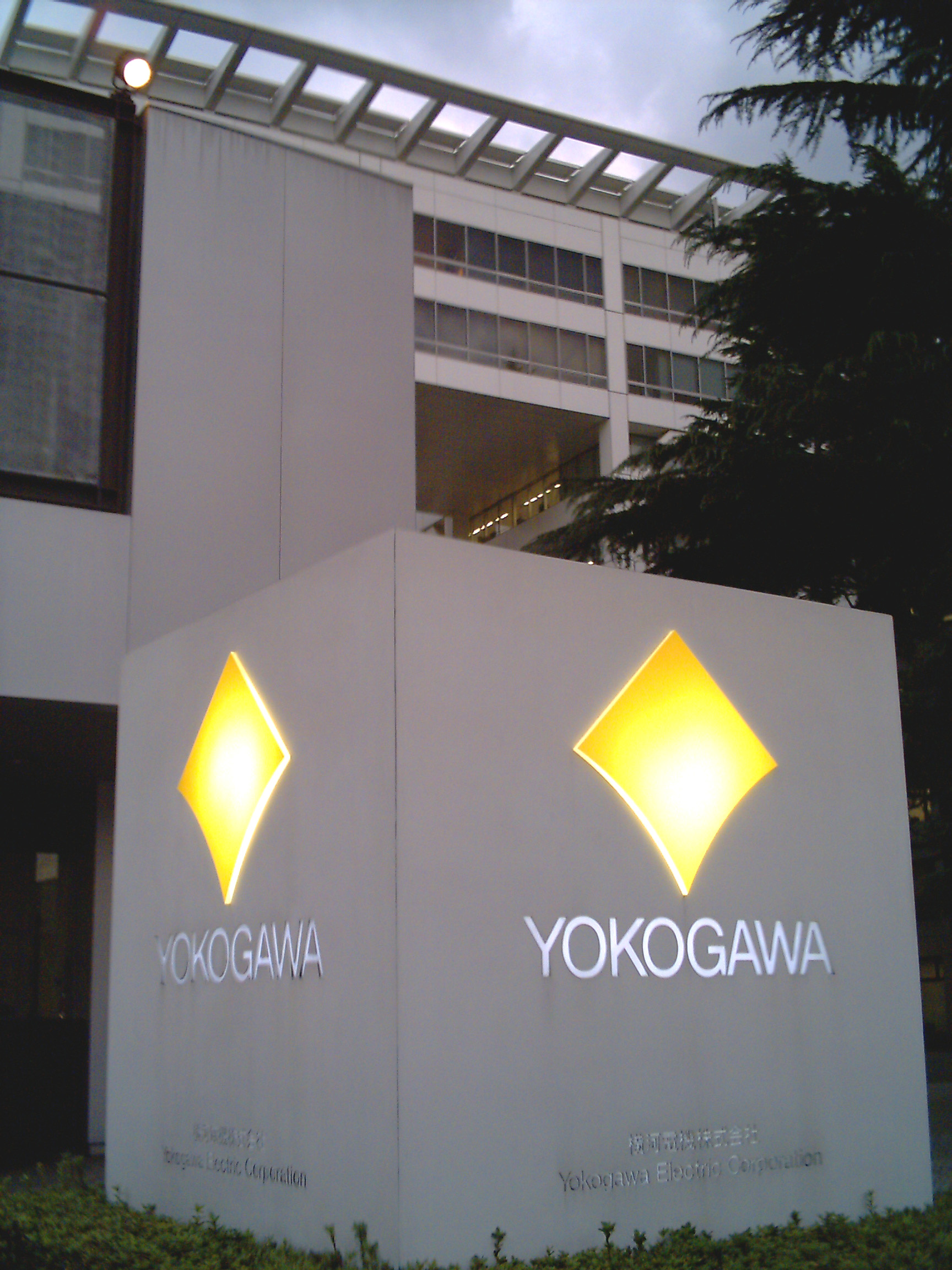
横河電機
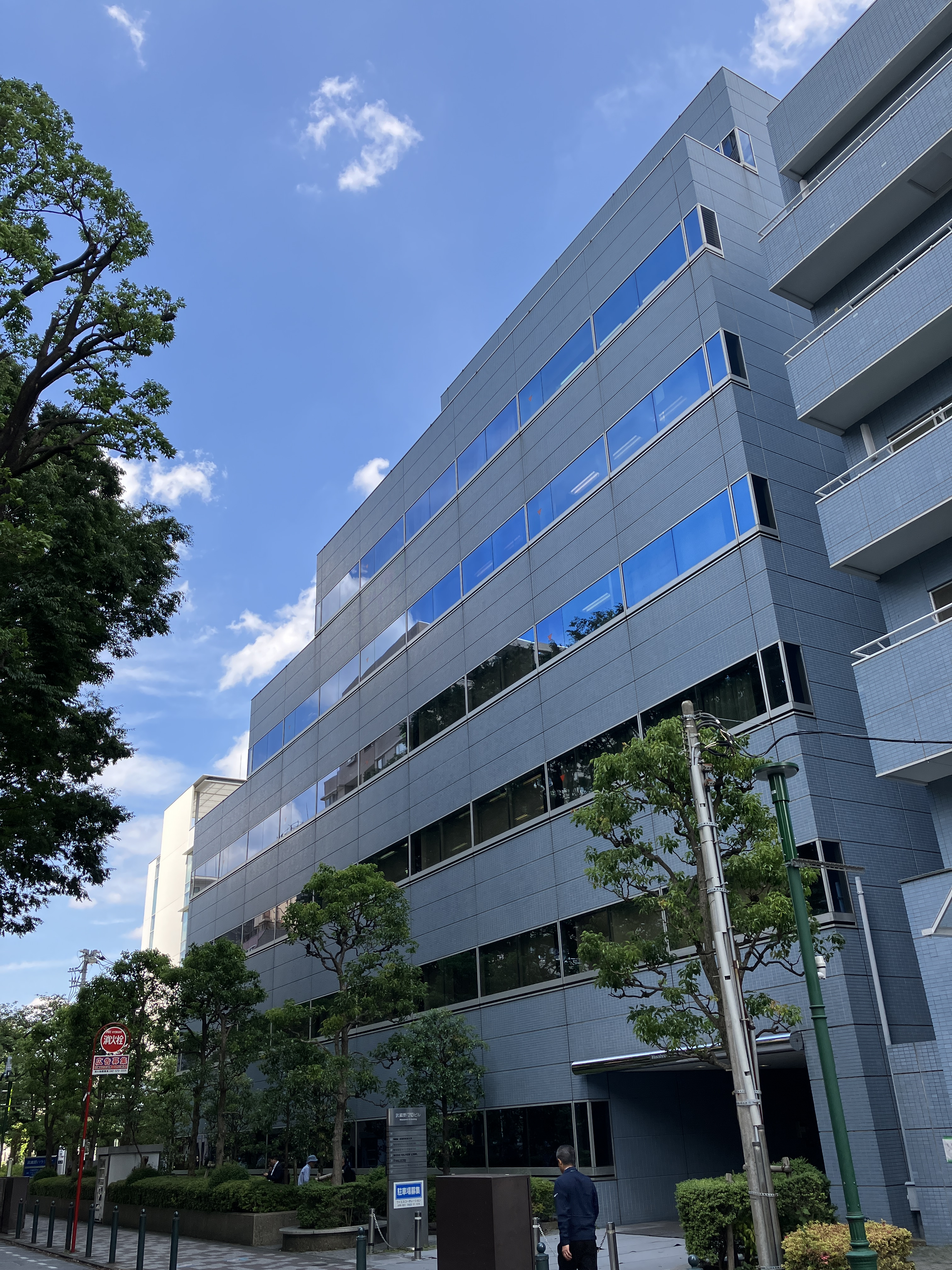
武蔵野YSビル
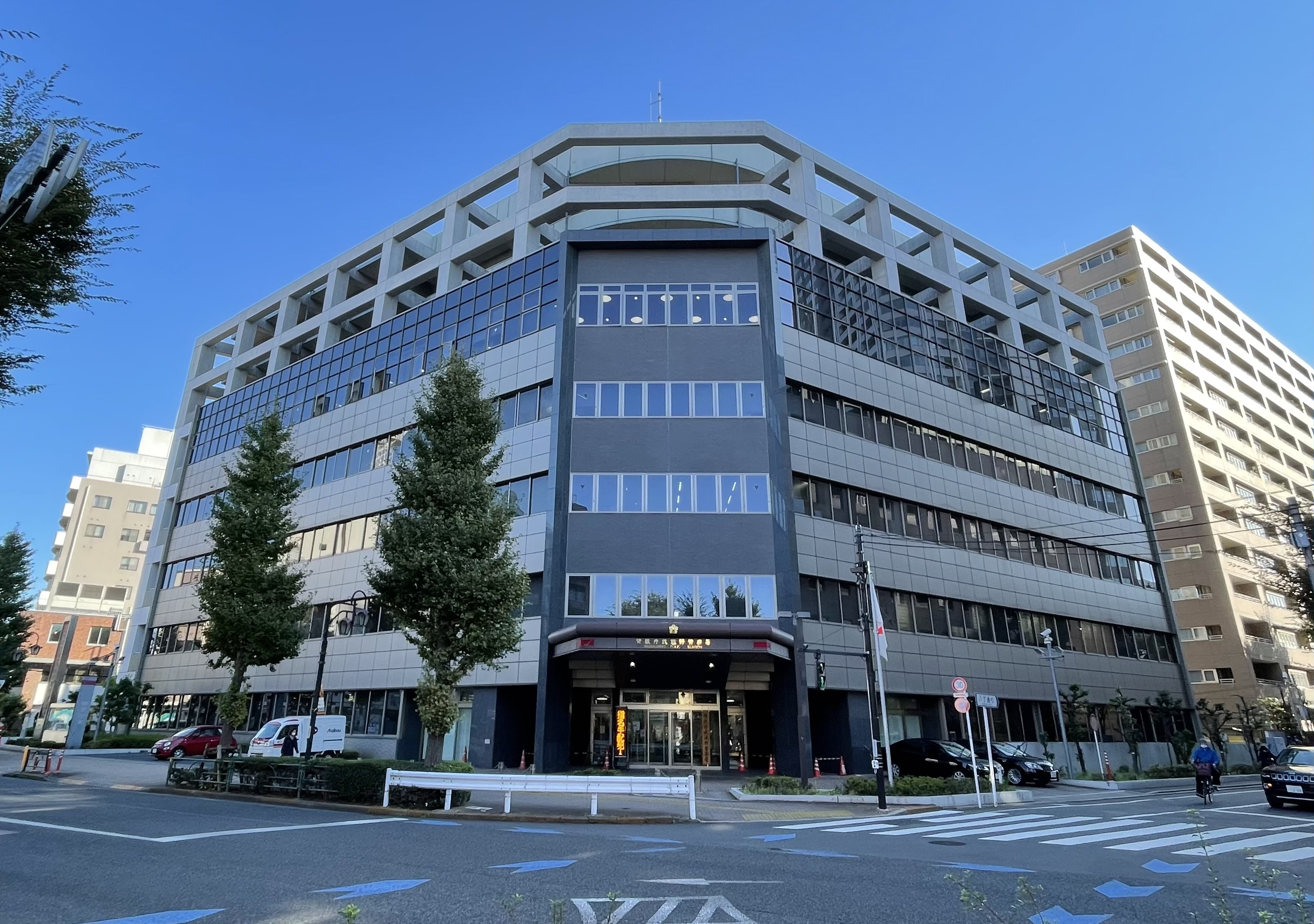
武蔵野警察署
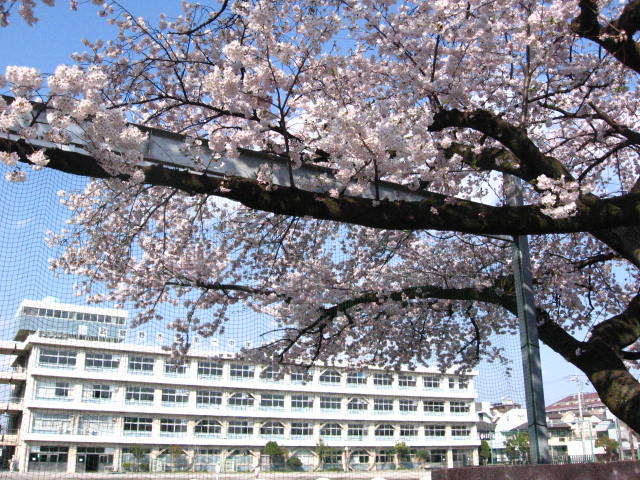
第一中学校
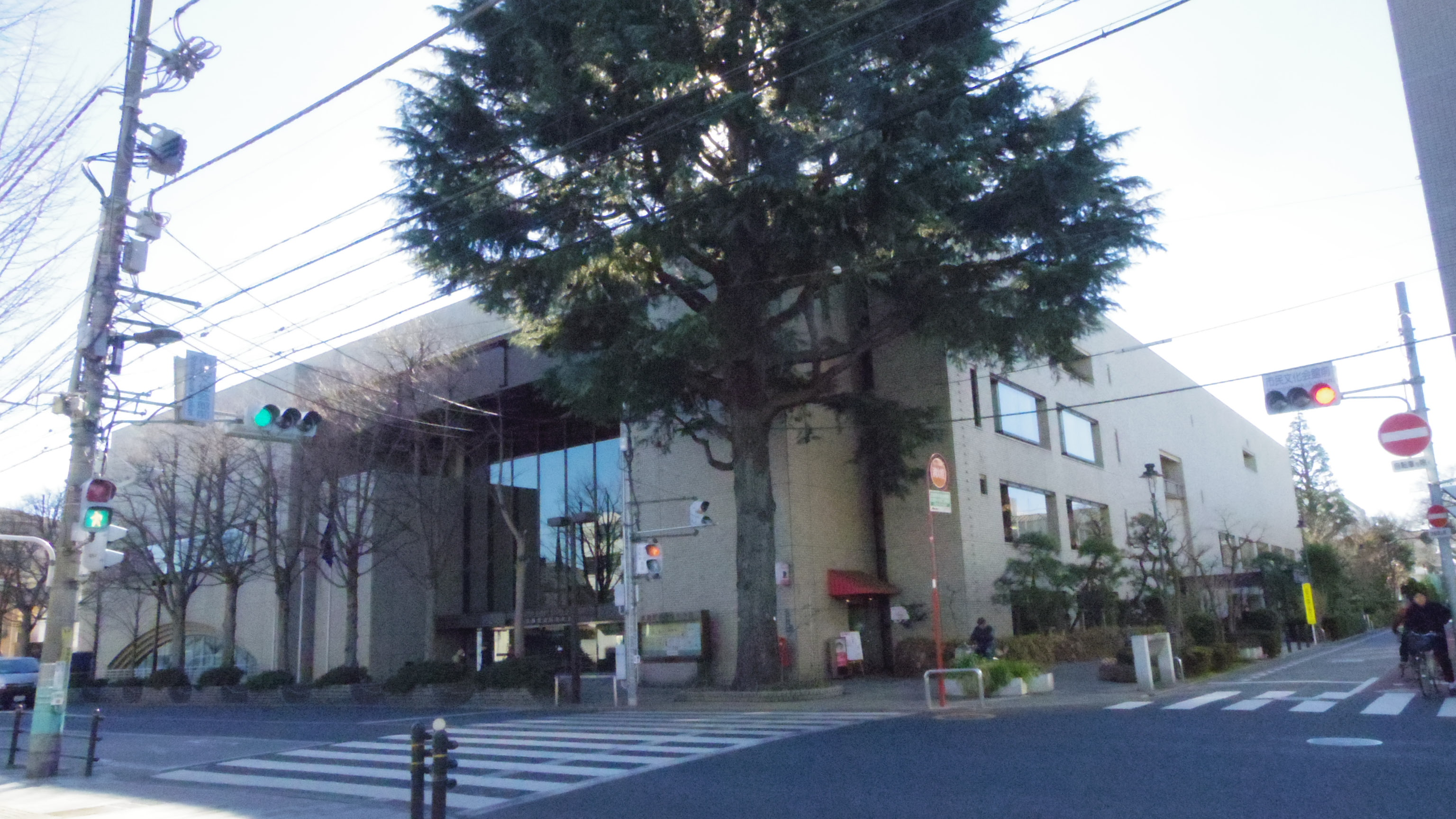
市民文化会館
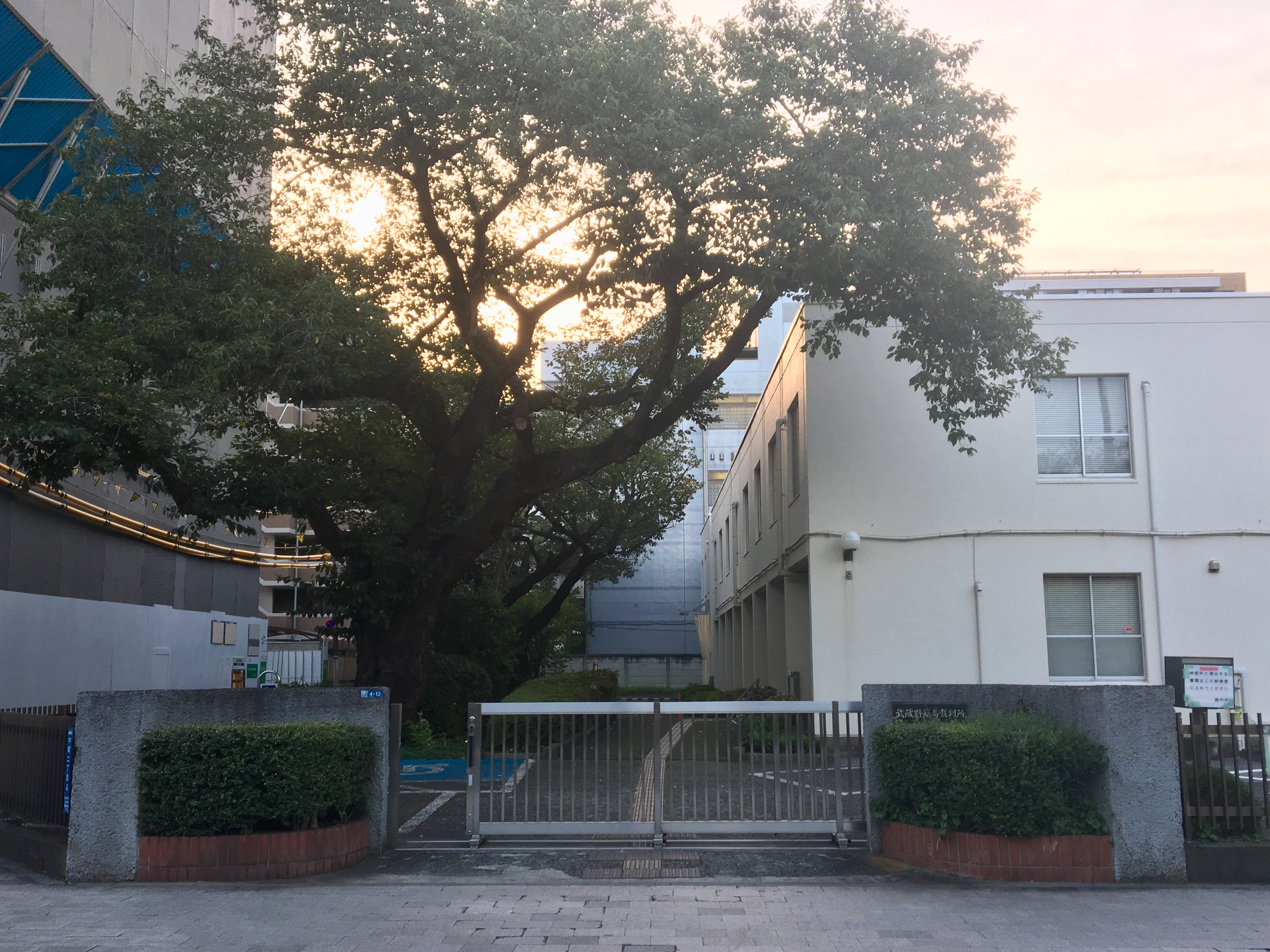
武蔵野簡易裁判所
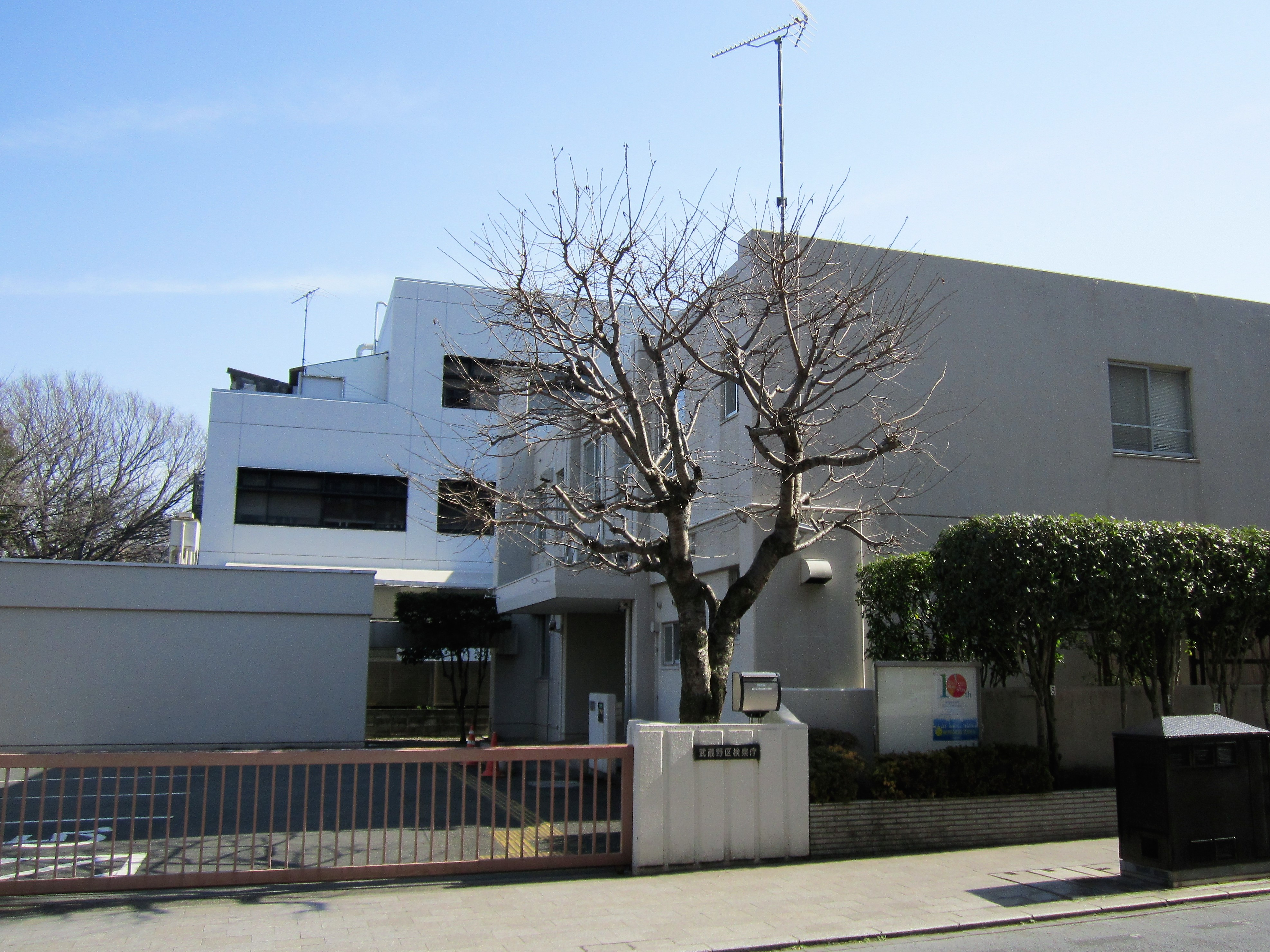
武蔵野区検察庁